# Rîbne, Huleaipole
Rîbne (în ucraineană Рибне) este un sat în comuna Uspenivka din raionul Huleaipole, regiunea Zaporijjea, Ucraina.

## Demografie
Componența lingvistică a localității Rîbne
     Ucraineană (94,12%)
     Rusă (5,88%)
Conform recensământului din 2001, majoritatea populației localității Rîbne era vorbitoare de ucraineană (94,12%), existând în minoritate și vorbitori de rusă (5,88%).